# Edith McGuire

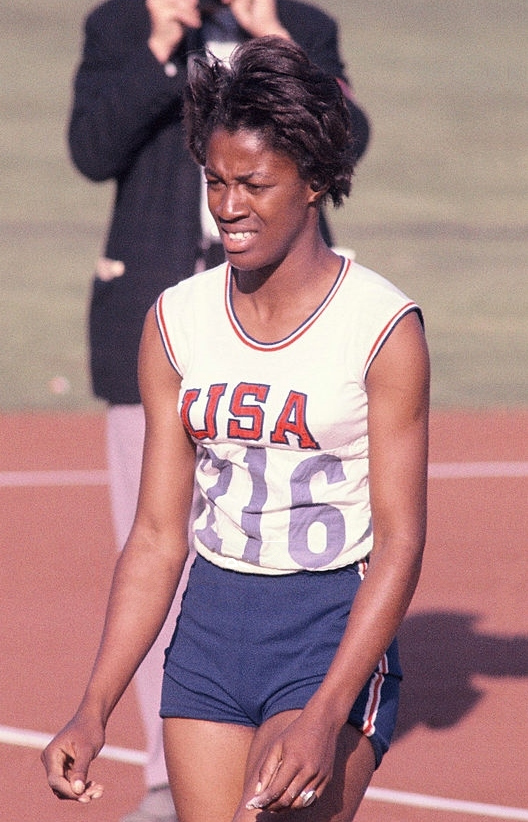
Edith McGuire

Edith McGuire (Edith Marie McGuire, nach Heirat McGuire Duvall; * 3. Juni 1944 in Atlanta, Georgia) ist eine ehemalige US-amerikanische Leichtathletin und Olympiasiegerin.
Als jüngstes von vier Kindern in Atlanta aufgewachsen, lief sie für die Tennessee State University, welche in den 1960er Jahren ein sehr erfolgreiches Sprinterteam hatte, inklusive der drei Olympiasiegerinnen Wilma Rudolph, Wyomia Tyus und McGuire.
Ihre Sprinterkarriere war nur kurz. Sie gewann sechs Titel der Amateur Athletic Union (AAU) bei drei verschiedenen Veranstaltungen. Ihre Lieblingsstrecke war der 200-Meter-Lauf (bzw. 220 Yards), in denen sie vier ihrer sechs nationalen Titel gewann. 1964 gehörte sie zur US-amerikanischen Olympiamannschaft für die Olympischen Spiele in Tokio. Hier gewann sie zuerst beim 100-Meter-Lauf die Silbermedaille hinter ihrer Landsfrau Wyomia Tyus und vor der Polin Ewa Kłobukowska. Danach gewann sie mit olympischem Rekord Gold über 200 Meter vor der Polin Irena Kirszenstein und der Australierin Marilyn Black. Zum Abschluss gewann sie noch Mannschafts-Silber in der 4-mal-100-Meter-Staffel.
Ein Jahr später beendete sie ihre sportliche Laufbahn, heiratete Charles T. Duvall und arbeitete als Lehrerin. Das Ehepaar zog später nach Oakland, wo es drei McDonald’s-Filialen besitzt. 1979 wurde Edith McGuire in die Hall of Fame des US-amerikanischen Leichtathletikverbandes aufgenommen.